# DJ Pierre
DJ Pierre, né Nathaniel Pierre Jones le 12 juillet 1965, est un producteur de musique électronique américain.
Membre du groupe Phuture, il est considéré comme un pionnier de l'acid house.

## Carrière

### Débuts à Chicago: la naissance de l'acid house
Au début des années 1980, c'est en écoutant le Hot Mix 5 à la radio qu'il décide de s'orienter vers le métier de DJ,, entamant sa carrière aux platines en 1983. En 1985, lui et son ami DJ Spanky font l'acquisition d'un Roland Bass Computer et découvrent ses capacités de déformation des lignes de basse ; ils en obtiennent ce qu'on appelle peu après l'acid house, popularisé par les sets de Ron Hardy au Music Box après que ces derniers lui ont confié leur première maquette du genre,. En 1987, il compose le morceau Acid Trax avec son groupe Phuture à l'aide de la même machine.

### Le départ pour New York
En 1990, il quitte Phuture et déménage à New York où il rejoint le label Strictly Rhythm pour en devenir le manager Artists and Repertoire.

## Discographie

### Maxis
- 1990 : Move your body
- 1990 : Time & Time Again
- 1990 : Come And Fly With Me
- 1991 : I Might Be Leavin' U (avec LaVette)
- 1992 : Love Talks (avec Dharma B)
- 1992 : Love Trax
- 1993 : Atom Bomb  (avec Doomsday)
- 1993 : To Tha Muzik / Fall / Give Me What I Want
- 1994 : Muzik Set You Free
- 1994 : Blazing Inferno / Fire Drill
- 1994 : War Drums / Wonderful (avec Shock Wave Encore)
- 1994 : Selections From The Remix Vault (Vol. 1)
- 1995 : I Believe (avec Spank-Spank)
- 1995 : Mind Bomb
- 1995 : Mind Explosion
- 1995 : I Believe In Music
- 1995 : You Got Me
- 1996 : Jesus On My Mind
- 1996 : I Love The Way You Love
- 1997 : C'Mon Baby
- 1997 : Screaming For Daddy (avec One Screaming Idiot)
- 1997 : Kazhaam
- 1998 : Together
- 1999 : Body Dance (avec Queen Mary)
- 1999 : Let's Get Together
- 1999 : Matrix Chamber
- 1999 : I Can't Stand It
- 2000 : Clap Your Hands
- 2000 : Wet Dreams
- 2001 : R U Ready? (Switch 2001 Anthem) (avec Licia)
- 2001 : Free For Life (Original Mixes)
- 2002 : Good Luv
- 2002 : The Countdown / What You Do
- 2002 : Freedom Track (avec Dave Taylor)
- 2002 : Dancin’
- 2002 : Black Tech Trax! Vol. 1
- 2003 : Get Ya Buzz On
- 2003 : Make It Hot (avec David Morales)
- 2003 : Break It Down
- 2003 : Come Over
- 2003 : I'm A Freak
- 2004 : Put Ya Hands Up
- 2004 : Turn It Up
- 2004 : King Dream / Dancer (avec Vzions)
- 2004 : Sometimes I Feel
- 2005 : Nobody But You
- 2005 : Paris Collection
- 2005 : Come Together (What Is House?) (avec Felicia)
- 2005 : This Is House
- 2006 : Destroy This Track (avec Sylfronia King)
- 2009 : Da Jungle (avec Louie Vega)
- 2010 : I Am Acid
- 2010 : Sometimes I Feel (Remixed By From P60) (avec Champagne)
- 2010 : The Spirit (avec Dawn Tallman)
- 2010 : Stress Or Justice
- 2011 : What Iz House Muzik?
- 2012 : Strobe Lights, Laser, Disco (avec Venus Flytraxx)
- 2012 : Acid Trax 2012 (avec Green Velvet et Phuture)